# Koreai hullám
A koreai hullám vagy nemzetközileg ismert nevén hallyu, az 1990-es években indult kulturális jelenség, amely a dél-koreai kultúra, főképpen a populáris kultúra (filmek, televíziós sorozatok és zene) külföldi terjeszkedését jelenti. A fogalmat a kínai média hozta létre az 1990-es évek végén a koreai kultúra egyre növekvő népszerűségére. A Bécsi Egyetem kutatója szerint a koreai hullám elindítója a Star in My Heart című 1997-es televíziós sorozat volt. A koreai hullám része a koreai konyha és divat is.
A koreai hullám elsődleges fogyasztói az ázsiai országok, közülük is legfőképpen Japán, de a jelenség terjedését Európában és az USA-ban is észlelték. A koreai hullám hatással van az ázsiai divatra, a termékfogyasztásra, a gazdaságra, de a diplomáciai kapcsolatokra is. Sikere mögött több tényező is áll, például a kedvező gazdasági környezet, az elvárásoknak megfelelő, színvonalas tartalom és az okos marketing. Emellett a koreai populáris kultúra újdonságérzetet hozott Ázsiában a már jól ismert amerikai és japán popkultúrával szemben. Az indianai Notre Dame Egyetem professzora szerint a hallyu sikerének titka, hogy „esztétikai szempontból vonzó, gazdasági szempontból jövedelmező, kulturális szempontból impozáns, kifinomult technológiát használ és ideológiai szempontból önelemző.”
A hallyut számos kritika is érte, főképp a kereskedelmi- és tömegáru jellege miatt. A Columbia Egyetem professzora szerint a koreai hullám 2010-ben elérte a tetőpontját és – ahogy a jelenség neve is sugallja – megkezdődött a lassú hanyatlása. Ennek ellentmondó adatok szerint 2018-ra a hallyu rajongóinak száma 89 millió főre nőtt világszerte, 2017-hez viszonyítva 22%-kal. 2022-re a koreai kultúra rajongóinak száma világszerte elérte a 178 milliót.

## Kialakulása

### Társadalmi, kulturális és gazdasági háttere
A koreaiak csak nemrég jöttek rá, hogy a kultúra gazdaságilag ugyanolyan jövedelmező lehet, mint a félvezetők vagy az autók.

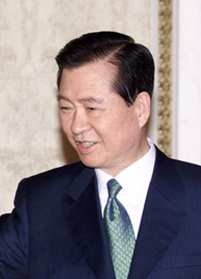
Kim Dedzsung, „a kultúra elnöke”

A hallyu kialakulásának hátterében az 1980-as évek végén, 1990-es évek elején bekövetkezett gazdasági, társadalmi és kulturális változások állnak. 1987-ig csak helyi filmstúdiók vásárolhattak bemutatásra külföldi filmet, ekkor azonban az USA nyomására ezt a törvényt eltörölték. Ennek hatására 1994-re tíz koreai filmstúdió ment csődbe, a filmgyártás stagnálni kezdett, a helyileg gyártott filmek száma felére csökkent, a hollywoodi filmek piaci részesedése 80%-ra nőtt. Ugyanebben az időszakban a televíziócsatornák számának növekedésével az import műsorok száma is drasztikusan megnőtt, 1995-ben, az első kábeltelevízió megjelenésekor már csaknem 43 millió dollárt költöttek a csatornák külföldi műsorokra.
A koreaiak csak lassan eszméltek, elsőként az 1993-ban bemutatott Szophjondzse (서편제) című film nem várt sikere mutatta meg, hogy az unalmasnak és színtelennek tartott koreai filmgyártásban rejlenek még lehetőségek. A film egy lassanként elfeledett ősi koreai művészet, a phanszori előadóművészeinek életéről szól. Az alkotás nosztalgiát ébresztett a koreaiakban a hazai kultúra iránt, a filmben éhező művészcsalád a Hollywood miatt halálra ítélt koreai filmművészet szimbólumává vált a szemükben. Egy évvel később az Elnöki Tudományos és Technológiai Tanács benyújtott egy jelentést az elnöknek, melyben a helyi média fejlesztését javasolták, azon apropóból, hogy a Jurassic Park című amerikai film egymaga annyi bevételt termelt, amennyit másfél millió koreai Hyundai autó eladása. A  jelentés nagy szerepet játszott abban, hogy a kormány és a lakosság is elkezdett a kultúrára, mint iparágra gondolni. A jelentést követően a kormány létrehozta a Kulturális Ipartestületet a Kulturális és Sportminisztérium irányítása alatt, 1995-ben pedig törvényt alkottak a hazai filmgyártás fellendítésére. 1999-ben a magát a „kultúra elnökének” hívó Kim Dedzsung 148 millió dolláros költségvetésű alapot hozott létre a kultúra támogatására.

### A koreai hullám közvetlen kiváltó okai
Ázsiában már nem az amerikai popkultúra dominál. Mostanában sokan inkább a koreai populáris kultúrát választják, amelyet frissnek és trendinek látnak, valamint az ázsiai értékek és érzések hordozójának.

An Dzseuk a Star in My Heart című sorozatban, amely feltehetően elindította a koreai hullámot

A koreai hullám indulásáról több elmélet is született, abban azonban megegyeznek, hogy valószínűleg 1997-re vezethető vissza. A Bécsi Egyetem kutatója szerint a koreai hullám a Star in My Heart című doramával indult útjára, melyet a kínai Phoenix TV kezdett el vetíteni. Egy szingapúri tanulmány szerint azonban a jelenség a What Is Love All About? című sorozatnak köszönhető, amelyet a szintén kínai CCTV vásárolt meg ugyancsak 1997-ben. Az ázsiai országok hamarosan elkezdték felvásárolni a koreai sorozatokat, a tartalmon túl erre gazdasági okuk is volt: a koreai sorozatok jóval olcsóbbak voltak a korábban népszerű japán sorozatoknál, és a gazdasági nehézségek idején inkább az olcsóbb árut preferálták a csatornák. Az is segítette a koreai sorozatok terjedését, hogy éppen ebben az időszakban kezdődött meg Ázsiában a média liberalizációja, ami lehetővé tette külföldi produkciók szabadabb vásárlását.
A Star in My Heart hatalmas sikert aratott a kínai és tajvani nők körében, főképp mert igen vonzónak találták a férfi főszereplő An Dzseukot (안재욱). A kínai nézőket ezen felül vonzotta a bemutatott modern életmód, a modern frizurák és divatos ruhák. Tajvanon sokáig teljesen más kép élt a koreaiakról, akiket durvának és kevésbé kulturáltnak képzeltek el. A koreai sorozatok nyomán ez a kép elkezdett megváltozni. Mind a kontinentális kínaiak, mind a tajvaniak számára ezek a sorozatok egy modern, trendi és jómódú ország képét keltették Dél-Koreáról. Az igazi áttörést a hallyu számára 2003-ban a Winter Sonata hozta meg, amelyet Japánon kívül Tajvanon, Thaiföldön és a Fülöp-szigeteken is nagy sikerrel vetítettek. A koreai doramák úgynevezett „második hullámáért” a Szépek és gazdagok című sorozat felelős.

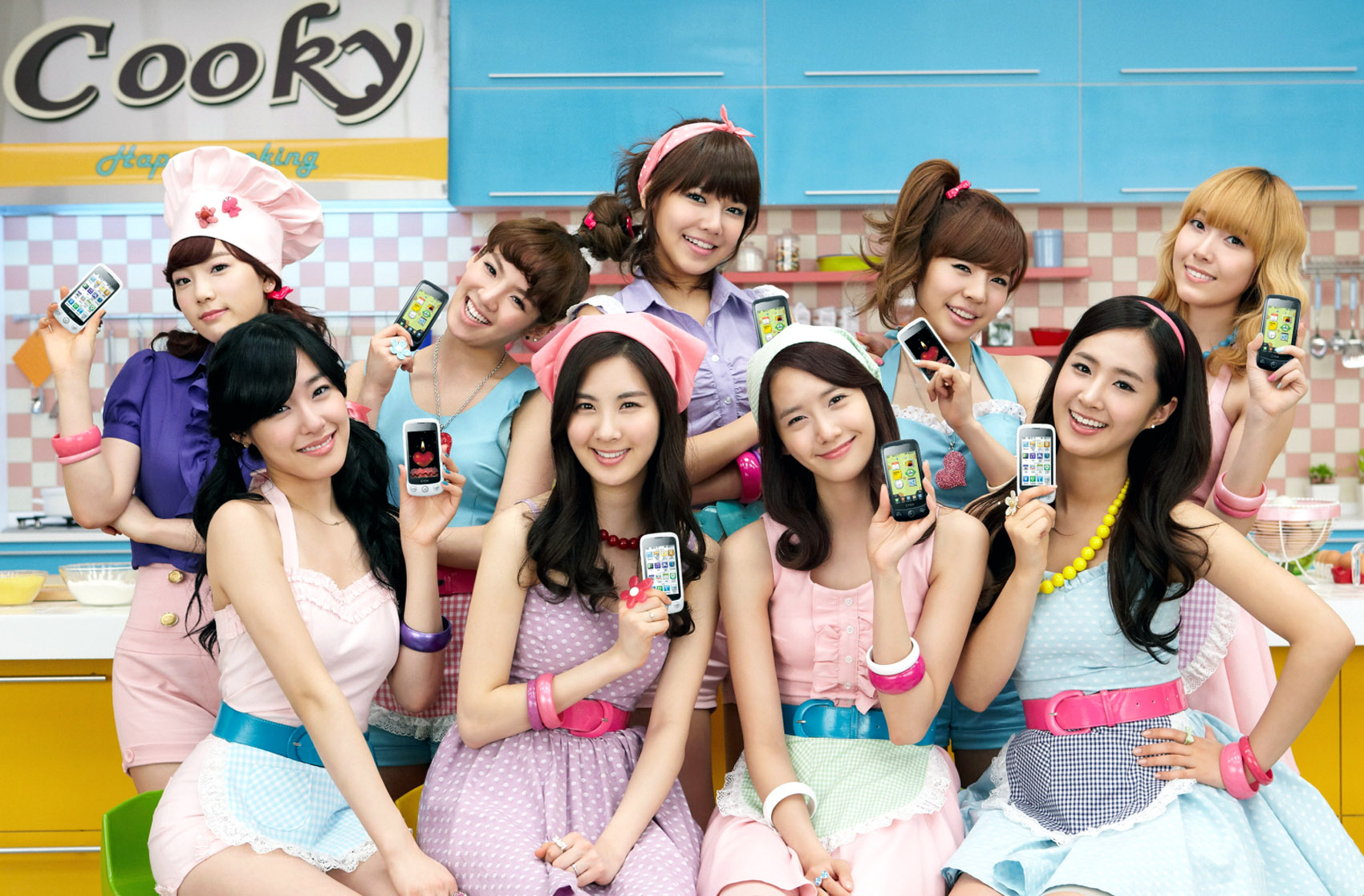
A Girls’ Generation együttes az egyik legnépszerűbb előadó Japánban

A koreai hullám másik fontos exportja a K-pop, azaz a koreai popzene. Ennek népszerűsége is az 1990-es évek végén kezdődött, amikor a Channel V Kínában elkezdett koreai videóklipeket vetíteni. A szentimentális és ázsiai értékrendeket követő koreai együttesek hamar népszerűek lettek, elsőként a H.O.T. nevű fiúegyüttesnek sikerült a kínai slágerlisták élére kerülnie, Tajvanon pedig a CLON nevű együttes indította el a K-pop-lázat. Az első, Kínát meghódító együttesek harmincezer fős koncerteket tartottak. A K-pop népszerűségének oka a kutató szerint abban rejlik, hogy a nyugati popzenét saját szájízükre alakították a koreai előadók, csak rájuk jellemző előadásmóddal és show-műsorral.
A zene és a sorozatok mellett a mozifilmek is hozzájárultak a hallyu terjedéséhez, főképp a hollywoodi filmektől eltérő cselekményeik és jellegzetesen koreai voltuk miatt, amivel az ázsiaiak jobban tudtak azonosulni, mint a nyugati filmek által propagált kultúrával. A Süri (쉬리) című akciófilm például (amelyből 2009-ben nagy sikerű televíziós sorozat is született Iris címmel) Japánban is igen nagy sikert aratott 14 millió dolláros bevételével, ami növelte a koreaiak nemzeti büszkeségét, mivel korábban a külföldön legelismertebb és legtöbbet bemutatott ázsiai kultúra a japán volt. A film bár politikai hangvételű, mégis vonzotta az ázsiai nézőket, mert különleges módon kezelte az észak- és dél-koreai helyzetet. 2001-ben a Joint Security Area című film volt az első koreai alkotás, amelyet 280 japán moziban mutattak be.
Mindezeken túl a koreai hullám termékei bár az amerikai populáris kultúrára épültek, azokat a koreai kultúrához, értékrendekhez igazították, ezzel közelebb hozva őket az ázsiai vevőkhöz, gyakran innovatív megoldásokkal, friss, új érzést adva nekik. Mindehhez hozzájárul az ázsiai értékrend, a konfuciuszi tanítások közvetítése, amelyeket ugyanakkor modern környezetben, divatosan ábrázolnak. A gazdasági vákuum és az okos marketingfogások szintén hozzájárultak a koreai hullám sikeréhez. A kutató szerint a koreai kultúra népszerűségének vizsgálatakor az is fontos szempont, hogy az ázsiaiak egy része a japán populáris kultúrát túlzottan irreálisnak tartja a mindennapok valóságához képest, míg a koreai sorozatokat sokkal hihetőbbnek gondolja.
A koreai hullámot számos újság, magazin tárgyalja, tudományos munkák, tanulmányok születtek, világszerte egyetemi előadásokat tartottak róla és számos könyv is megjelent a témában.

## Filmművészet
Dél-Korea rossz hírű filmes állóvízből Ázsia legfelkapottabb filmpiacává változtatta önmagát.

A Süri című akciófilm vízválasztó volt a koreai filmművészet történelmében.

Az 1990-es évek elején stagnáló koreai filmipar fellendüléséhez nagyban hozzájárult a kormány pénzügyi-stratégiai támogatása. A koreaiak eltökélt célja volt lemásolni a hollywoodi sikermintát, ennek eredményeképp az olyan óriáscégek, mint a Daewoo, a Hyundai vagy a Samsung médiaipari leányvállalatokat hoztak létre. Ezek azonban az 1997-es ázsiai pénzügyi válság kezdetekor meg is szűntek.
Ezek a rövid életű cégek azonban mégis fontosat alkottak, a hollywoodi minta alapján ugyanis átszervezték a koreai filmgyártást, nem csak technikailag, de módszertanilag is. Meghonosították a piackutatást és a közönségfelméréseket, a korábban ad hoc jelleggel működő filmgyártással szemben. Ezek a vállalatok abban is újat mutattak, hogy jól fizető munkát és állandó képzést ajánlottak a frissen végzett filmeseknek, akik miután ezek a cégek a válságban tönkrementek, továbbvitték tudásukat és megszerzett „nagyvállalati” tapasztalatukat. Elkezdődött a koreai filmipar megújulása, 2001-ben például a Cine 21 magazin toplistáján a 10 legjobbnak ítélt rendezőből hét harminc éven aluli volt, megjelentek a filmvásznon az olyan érzékeny témák, mint a homoszexualitás vagy az Észak-Koreával való konfliktus.

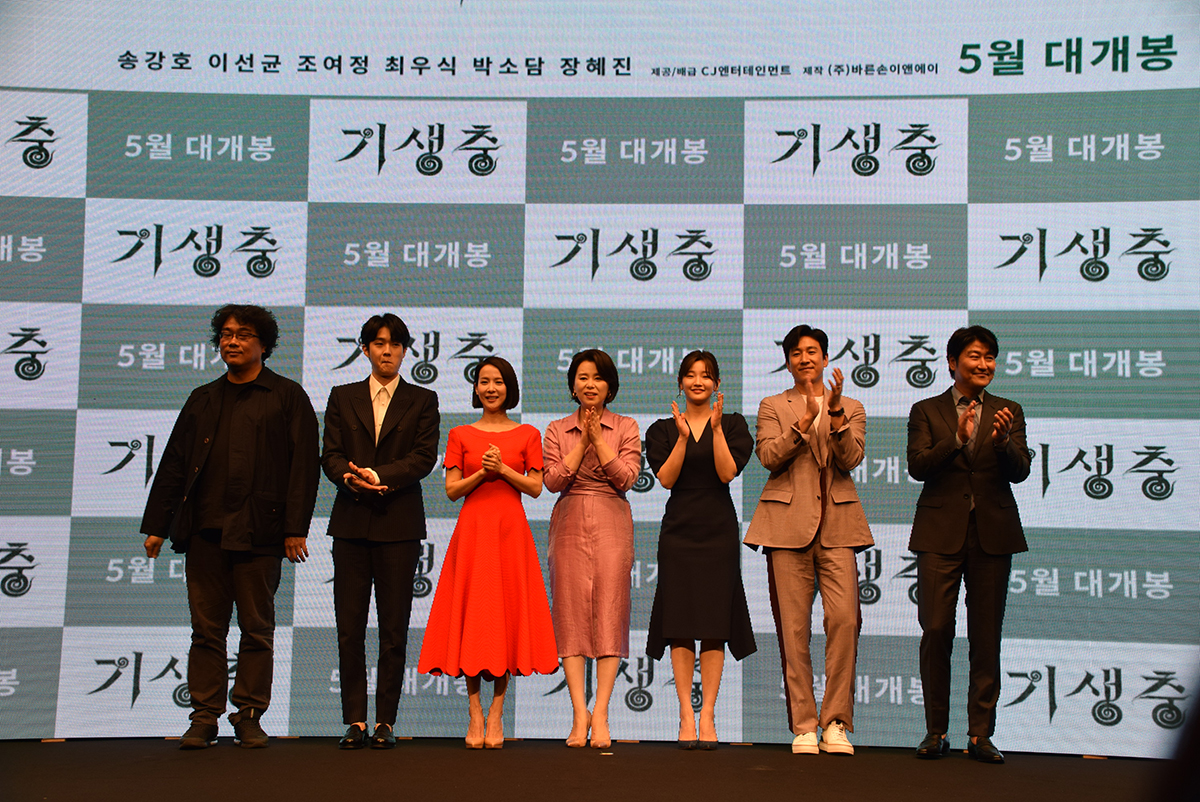
Az Élősködők rendezője és szereplői

A hallyu szempontjából a vízválasztó film a Süri volt 1999-ben, amely hollywoodi stílusban, koreai ízlésvilágra formálva készült. A film hatalmas kasszasiker volt Dél-Koreában, olyannyira, hogy több jegyet adtak el rá, mint a világszerte toplistavezető Titanicra. A Süri felállította a mércét a koreai filmművészet számára. 2006-ban  A gazdatest című hazai filmre kétszer annyian váltottak jegyet Dél-Koreában, mint a Mission: Impossible III-ra. A koreai filmek sikerének köszönhetően megnőtt a helyi moziba járási kedv is. A koreai filmgyártás példaképpé vált a kisebb ázsiai államok számára, 2006-ban Korean Cinema: The New Hong Kong címmel könyv is megjelent.
A koreai filmek legnagyobb fogyasztópiaca Japán, 2005-ben a filmek 79,4%-át mutatták be itt, a második legnagyobb piac Thaiföld, a harmadik az USA. Az USA jellemzően zárt piac a külföldi filmek terén, ami miatt a koreai filmeket leginkább csak tematikus mozikban mutatják be, illetve egyből DVD-n jelentetik meg. Előfordul, hogy Hollywoodban remake-et készítenek egyes filmekből. Az amerikai terjesztést a feliratozás is akadályozza, emiatt sokkal nagyobb sikereket könyvelhetnek el a filmek DVD-n és online terjesztésben, mint a mozikban. 2006-ban a Korean Cultural Festival keretében harminc amerikai egyetemen mutattak be koreai filmeket.
2020-ban a koreai filmművészet történetében először nyert Oscar-díjat koreai film, az Élősködők négy díjat is hazavihetett.

## Televíziós sorozatok
Az amerikai televíziózásban a szerelem gyakran csak a szexet jelenti. A koreai sorozatokban a szerelem annyi különféle formát ölt: igazi érzékenységet, szolgálatot, barátságot, őszinteséget, támogatást, visszafogottságot stb. Sokkal inkább „szívből jövő szerelem”, mint „érzékekből eredő szerelem”. A koreai forgatókönyvírók és producerek mestereivé váltak az „érzelmek művészetének”.

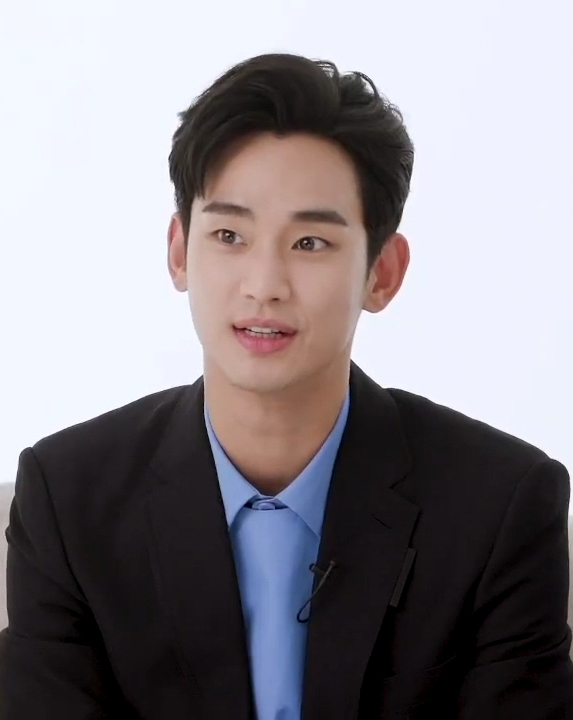
A koreai sorozatok jóképű és érzékeny férfi főszereplői megtestesítik az ideális ázsiai férfit. A képen Kim Szuhjon színész látható.

A koreai televíziós sorozatok népszerűségének oka a Bécsi Egyetem kutatója szerint abban rejlik, hogy a sorozatok a konfuciuszi értékrend közvetítői, amellyel az ázsiai lakosság többsége azonosulni tud. Fontos szerepet játszik ezekben a sorozatokban az idősek tisztelete, a családközpontúság, a fiúgyermek iránti elkötelezettség és az „ázsiai morális értékek” közvetítése. A családközpontúság miatt ezek a sorozatok Ázsián kívül is tetszenek a nézőknek, mert ezzel az értékkel képesek átlépni a kulturális különbségeken. A koreai sorozatok mindezeken felül sokkal olcsóbbak voltak kezdetben, mint akár a japán vagy hongkongi produkciók, a tajvani televíziók például azért kezdték el vásárolni őket, mert a hazai gyártmányú sorozatoknál is jóval olcsóbbak voltak, viszont jobb minőségűek, így mandarin nyelvre szinkronizálva, tajvaninak álcázva küldték őket adásba.
A koreai sorozatok szereplői jórészt idealizáltak, a férfi főszereplők többsége jóképű, intelligens, érzékeny, nem fél felfedni az érzelmeit, és egy életen át képes szeretni egy nőt. A doramák népszerűségéhez a női közönség körében ez is hozzájárult, mivel a koreai férfi imidzse így eltér a többi ázsiai férfiétól (például a kínai harcművészeti filmek kemény főhőseitől). A koreai sorozatok vonzerejének része az operatőri munka minősége, a különleges és látványos helyszínek, a végtermék pedig „stílusos és kifinomult”. A minőségi munkához hozzátartozik a jó forgatókönyv és a kiváló színészi játék is. A koreai sorozatok amerikai forgalmazója, a YA Entertainment szerint „a cselekmény karakterközpontú, az összes főszereplő jellemrajza jól kiforrott, és minden cselekményszálat elvarrnak a sorozat végén. Legtöbbször a közönség könnyedén tud azonosulni a szereplőkkel, a helyzetekkel és a felmerülő konfliktusokkal. A színészek pedig szenvedélyesen és erős érzelmekkel játszanak.” Szerintük egyre több amerikai fordul a koreai sorozatok felé, mert „belefáradtak” az amerikai sorozatok által közvetített szexualitás és erőszak dömpingjébe, a koreai sorozatok pedig „valami újat” nyújtanak, „igazi tartalmat és mély érzelmeket”. A koreai sorozatok abban is újdonságot jelentenek például az amerikai vagy mexikói sorozatokkal szemben, hogy limitált epizódszámúak, általában 16–20 részesek, így könnyebb rábírni a nézőt, hogy végigülje, tudván, hogy a történetet nem nyújtják a végtelenségig. A koreai sorozatok külföldi terjesztésének egyik legnehezebb aspektusa a megfelelő felirat elkészítése, a jellegzetes koreai szófordulatok megfelelő átadása.
A YA Entertainment szerint a siker egyik kulcsa, hogy a koreai sorozatok saját formulát követnek, innovatívak és nem igazodnak a nyugati tévéfilmkészítéshez. Az amerikai Entertainment Weekly szerint a koreai drámák sikere a másfajta megközelítésben kereshető: „A koreai sorozatok leegyszerűsítettnek és egyenesen buzisnak is tűnhetnek az amerikai néző számára, mégis magukkal ragadóak és furcsa módon megnyugtatóak.”

## Popzene

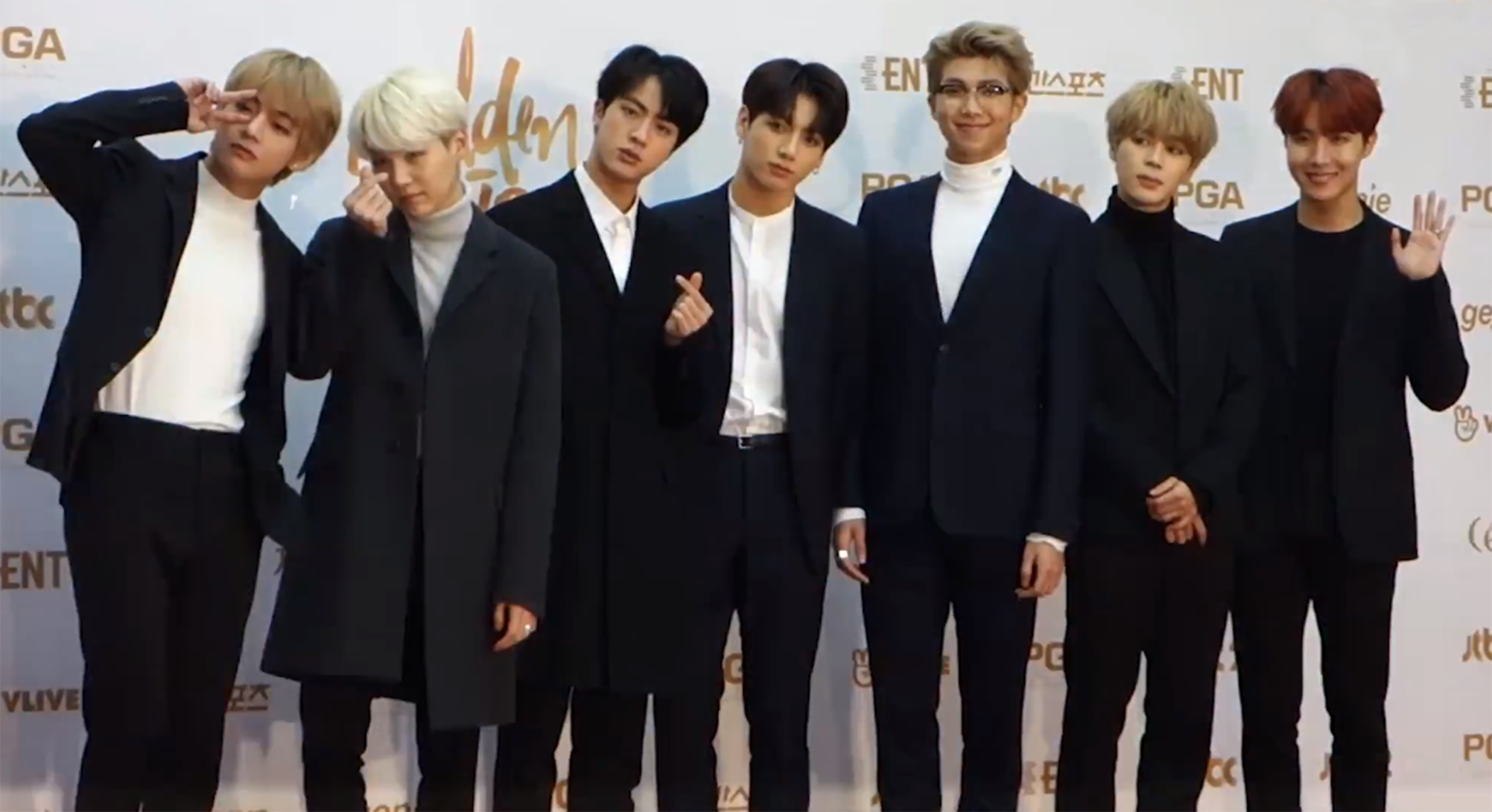
A BTS a 2010-es évek végének legnagyobb sikerű koreai popexportja

Japánban a K-pop népszerűségének okai között szerepel a zene minősége a J-poppal szemben. A K-pop-dalokat melodikusabbnak és jobban felépítettnek tartják. Ugyancsak a japán popelőadókkal összehasonlítva a kialakított imidzs milyensége is számít. A koreai előadók a japán rajongók szerint professzionálisabbak, jobban énekelnek és táncolnak. A japán lányegyütteseket túlzottan kavaiinak, azaz „csöpögősen cukinak” tartják, míg a koreaiakat ezzel szemben „ázsiaibbnak”. Ugyancsak hozzájárul a népszerűségükhöz, hogy igyekeznek megtanulni japánul, ez a hozzáállás pedig kifejezetten tetszik a japán rajongóknak. A McClure's Asia Music News újságírója szerint a koreai menedzserek arra törekednek, hogy megalkossák a japán piac számára a tökéletes „idolokat”, és ehhez a megfelelő marketingeszközöket vetik be. James Brooks amerikai zenész szerint a koreai popénekesek „vad, lelkes” hozzáállása is vonzó, a videóklipek nagy költségvetésűek, kiváló minőségűek és a többségük „elképesztően szórakoztató”.
A K-pop sikere egy Fülöp-szigeteki elemző szerint abban rejlik, hogy a koreai popipar nem a hagyományos módon közelíti meg a marketing fogalmát. A koreai sztárok úgynevezett fan service-szel állnak a rajongók rendelkezésére, amely egy igen közeli sztár–rajongó kapcsolatot jelent. A sztárok aktívak a közösségi oldalaikon, gyakran tartanak rajongói találkozókat, különleges projekteket készítenek kizárólag a rajongói klub tagjainak (a Big Bang együttes például minden évben rövid paródiát készít az az évi legnépszerűbb televíziós sorozatokból). Ezen felül a lemezeket különleges módon csomagolják, extrákat helyeznek el bennük, elérve, hogy a rajongók ne az internetről töltsék le az albumot, hanem meg is vegyék.
A K-pop világméretű terjedése a Times magazin szerint nagyban köszönhető az internetnek, a Facebooknak, a YouTube-nak és Twitternek, illetve az olyan, specializált hírportáloknak, mint az Allkpop vagy a Soompi, ahol a YouTube-hoz hasonlóan gombnyomással lehet a közösségi oldalakon megosztani az információt.

## Divat

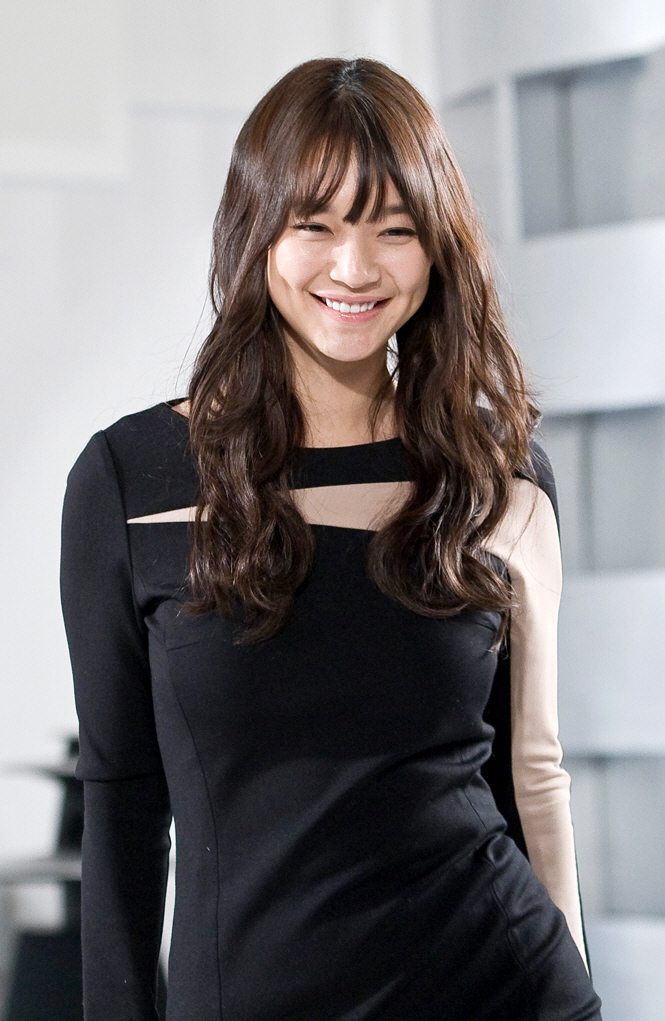
A koreai hírességek öltözködése befolyásolja az ázsiai divatot. A képen Sin Mina színésznő látható.

A hallyu részeként a koreai divat is terjed, bár nem olyan gyorsasággal, mint a sorozatok vagy a popzene. Elsősorban egyes ázsiai országokra van hatással. Kínában rendkívül népszerűek a Dél-Koreából importált ruhadarabok, főképp a fiatal nők körében, akik a kedvenc sorozataik főszereplőihez hasonlóan akarnak öltözködni. Az S&S Fashion Plaza üzletlánc például 60%-ban koreai divatmárkákat árul és Kína-szerte 100 boltot üzemeltet. 2010-ben Dél-Koreából Kínába 152 millió dollár értékben importáltak ruhaneműt, ami 37,8%-kal több, mint a korábbi években. A koreai márkák magas áruk ellenére is keresettek Kínában, a vásárlók a helyi árak háromszorosát is hajlandóak kifizetni értük. Ugyancsak népszerűek az olyan online áruházak, ahol pontosan olyan ruhákat lehet kapni, amilyeneket egyes színésznők bizonyos sorozatokban viseltek. Thaiföldön a helyi hatóságok figyelmeztető feliratokkal próbálják megakadályozni a koreai divat terjedését a fiatalok között, mert attól tartanak, hogy a hallyu divat beláthatatlan mértékben befolyásolhatja a thai kultúrát. A thai fiatalok az ország éghajlati sajátosságaitól függetlenül követik a koreai divatot, például népszerűek a fekete leggingek, de előszeretettel vásárolnak toxikusnak ítélt bőrfehérítő krémeket is, hogy a bőrük hasonló legyen a koreai hírességekéhez. Észak-Koreában a kormány szigorú rendelkezései ellenére is nagy az érdeklődés a dél-koreai divat iránt. Népszerűek a rövid szoknyák, a magassarkú cipők, az ujjatlan, kapucnis felsők és a divatos kiegészítők, annak ellenére, hogy a kormány tiltja az ilyen ruhanemű viselését. Itt is a dél-koreai sorozatok befolyásolják a fiatalokat, akik az ilyen ruhaneműk magas ára és a kilátásba helyezett büntetés ellenére is megveszik a tiltott termékeket.
Kis mértékben ugyan, de a koreai divat az Egyesült Államokban is jelen van, működik például olyan koreai fodrászat, amelyik tizenöt üzletet üzemeltet az USA legnagyobb városaiban, növekvő nem ázsiai származású klientúrával. Ezen túl a dél-koreai divattervezők az amerikai divatéletben is elismertek, Csong Duri például az amerikai elnök feleségének, Michelle Obamának is tervezett ruhát, de Kristen Stewart és Megan Fox színésznőket is öltöztette már. Az Amerikában elismert koreai származású divattervezők közé tartozik még például Chris Han és Richard Chai is.

## Konyhaművészet

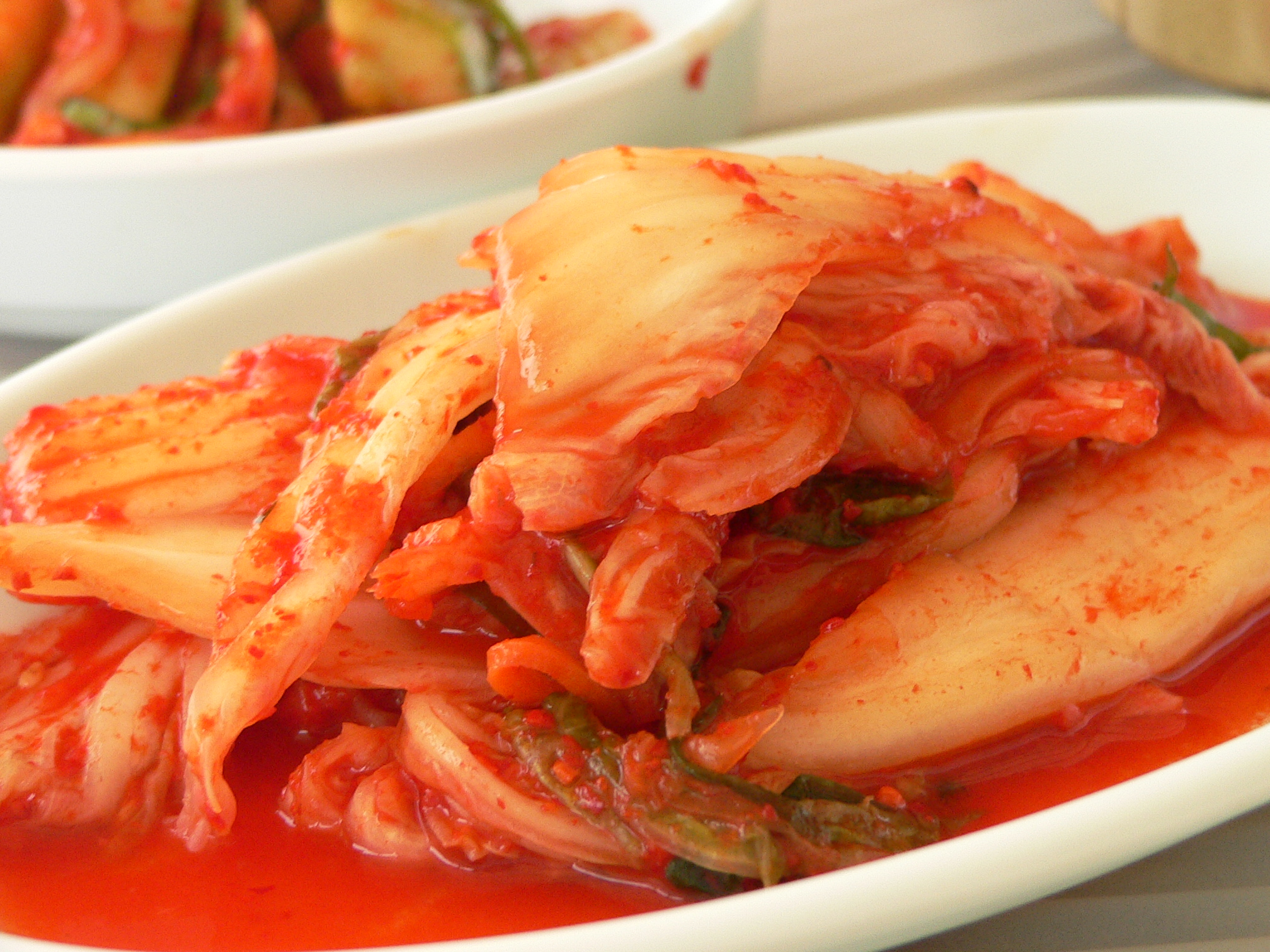
Kimcshi, a koreai étkezések elengedhetetlen étele

Bár a koreai hullámot elsősorban a televíziós sorozatok, a filmek és a popzene dominálja, Dél-Korea mezőgazdasági minisztere szerint az egészségesnek tartott koreai ételeknek is szerepet kell adni az ország kultúrájának globális terjesztésében. A minisztérium lépéseket tett annak érdekében, hogy a koreai konyha jobban elterjedjen, a Wonder Girls együttes például az egyik kampányuk reklámarca. A miniszter szerint aktív promócióval elérhető, hogy a hallyu keretein belül a koreai konyhát egyetlen évtized alatt olyan ismertté és elterjedtté tegyék, mint a japán vagy thai ételeket. A minisztérium támogatást is nyújt a koreai konyha terjesztését célul kitűző vállalkozások számára. 2011-ben Szöul internetes főzőversenyt rendezett külföldiek számára értékes nyereményekkel, a város szándéka volt, hogy a verseny segítségével terjesszék a koreai konyhaművészetet. A Hagyományos Koreai Ételek Intézete 2008-ban olyan szakácskönyvet jelentetett meg The Beauty of Korean Food címmel japánul, angolul, kínaiul és franciául, amely sztenderdizált receptleírásokat tartalmazott. A koreai gasztronómia népszerűsítése érdekében tizenhárom részes dokumentumfilm is készült Kimchi Chronicles címmel, melyet az USA egész területén vetített egy amerikai tévécsatorna. Az egyes epizódokban hollywoodi sztárok is készítenek koreai ételeket, például Hugh Jackman vagy Heather Graham. A palota ékköve című, 87 országban bemutatott sorozatban felvonultatott, szépen tálalt ősi koreai ételek világszerte felkeltették az érdeklődést a koreai gasztronómia iránt. 2004-ben az Egészségügyi Világszervezet „egészségesnek és kiegyensúlyozottnak” nevezte a koreai konyhát.

## Hatása és népszerűsége

### Világszerte

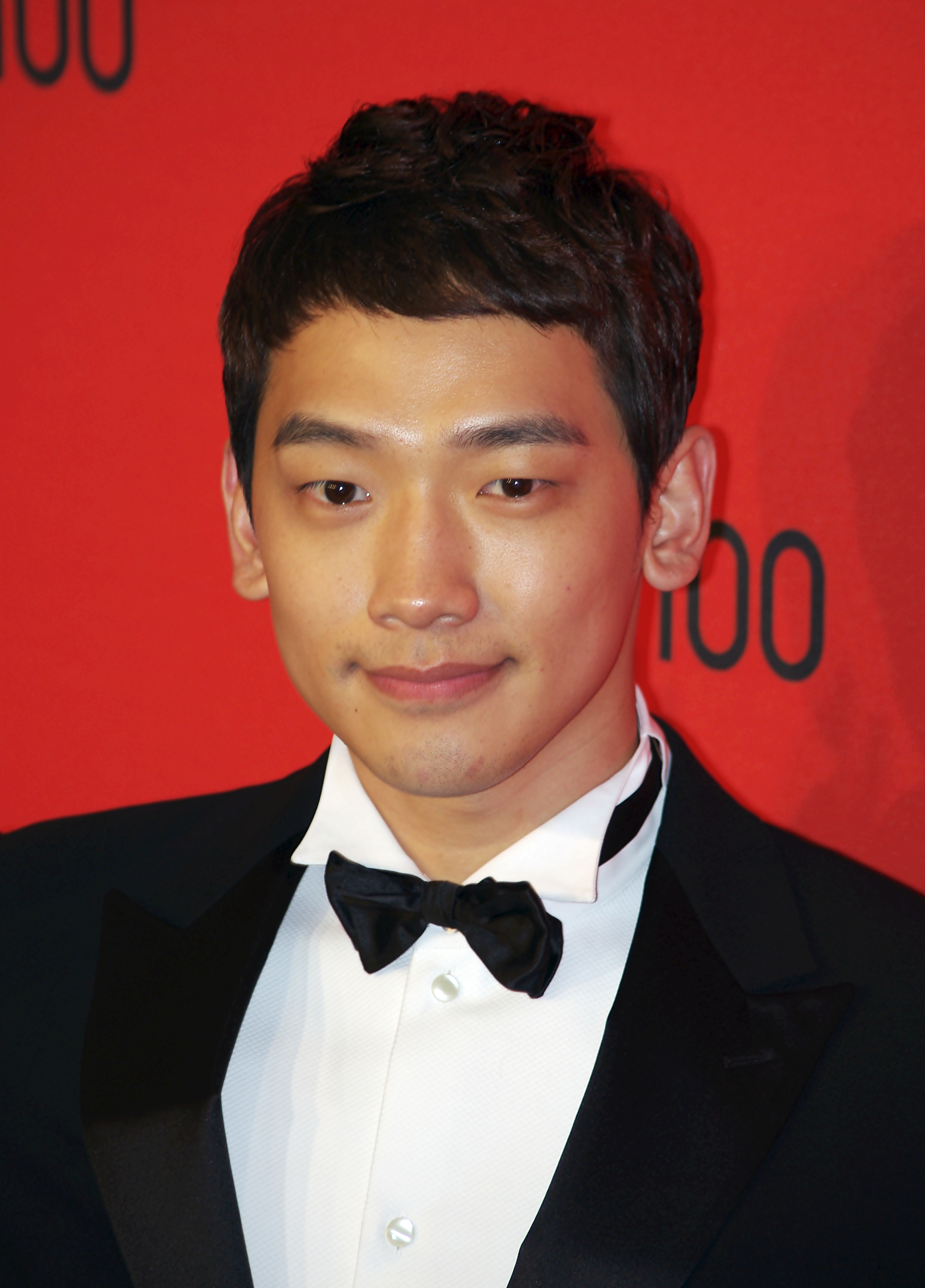
Rain a koreai hullám egyik legsikeresebb exportja, az első koreai színész, aki hollywoodi filmben kapott főszerepet

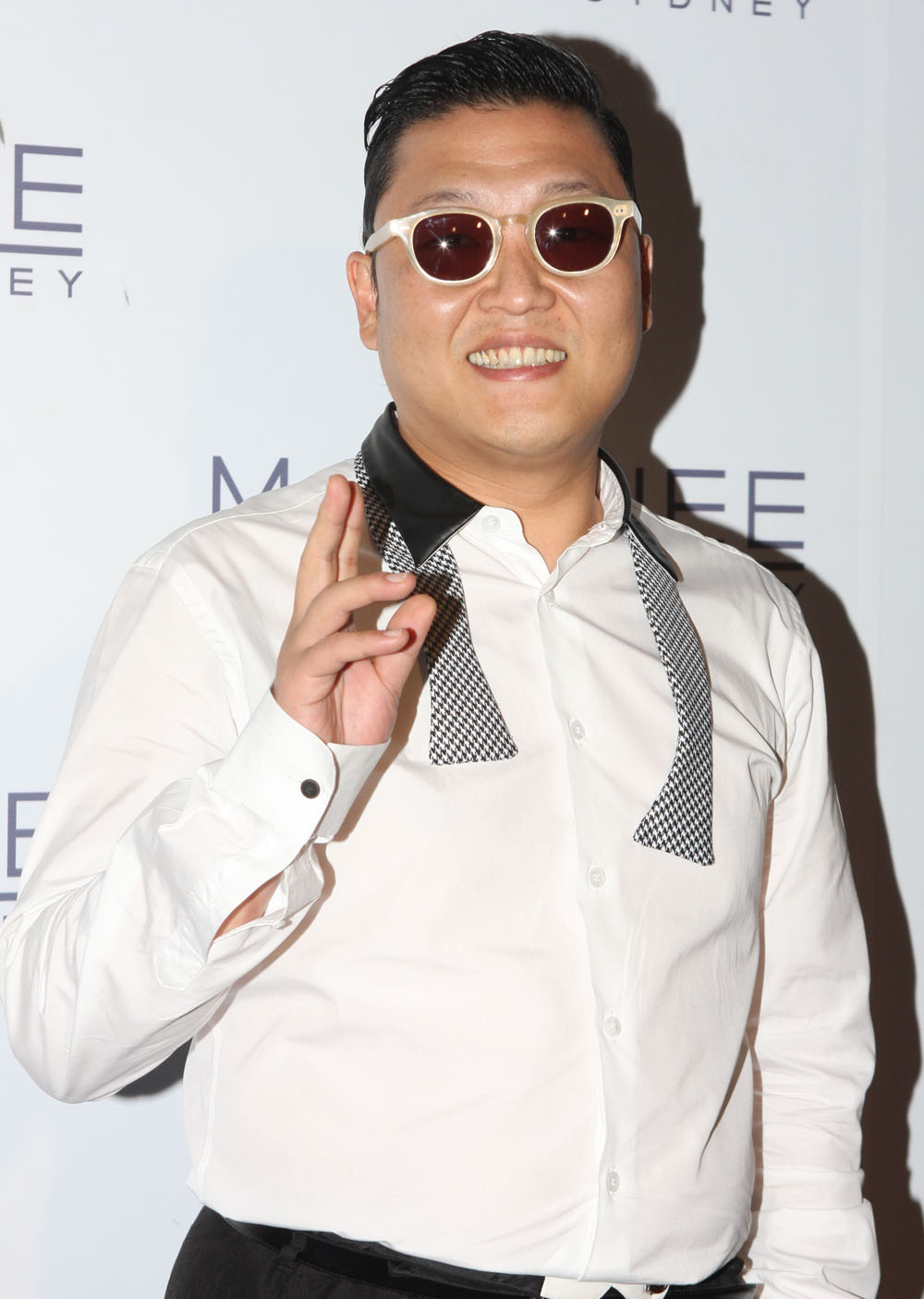
PSY Gangnam Style-ja 2012 novemberében minden idők legnézettebb videója lett a YouTube-on

A koreai hullám által generált bevétel 2004-ben a dél-koreai GDP 0,2%-át adta. 2009-ben a szórakoztatóipar hárommilliárd dollár értékű exportot bonyolított le. A koreai sorozatok exportjából 2003-ban 37,5 millió dollár folyt be, ami több mint a triplája az 1999-es bevételnek. 2012-ben a hallyu-termékekből befolyt összeg meghaladta a tízmilliárd dollárt. A koreai sztárok befolyással vannak az ázsiai divatra, a reklámokon keresztül a termékfogyasztási szokásokra, de még a plasztikai sebészetre is. A koreai hullám hatására megnőtt a koreai nyelvet tanuló külföldiek száma. A hallyu megítélése Dél-Koreában jórészt pozitív, a lakosság a nemzeti öntudat és büszkeség részeként, a koreai kultúra megismertetőjeként tekint rá; akadnak azonban akadémiai kritikusai is. A hallyu hatására Kjonggi tartományban Hallyuworld néven élményparkot létesítenek, melyben egy 18 000 férőhelyes K-pop-aréna és egy popmúzeum is helyet kap majd.
A koreai hullám a turizmusra is hatással van, évről évre nő a külföldi turisták száma, 2003-ban a koreai turisztikai hivatal számításai szerint a népszerű sorozatok forgatási helyszíneire ellátogató külföldi turisták száma meghaladta a 130 000-et. Gazdasági hatása más országokban is érvényesül, a koreai sztárok nevével fémjelzett termékek igen keresettek mindenütt Ázsiában. A koreai cégek hamar felismerték a kulturális exportban rejlő gazdasági lehetőséget, de nem csak a sztárok leszerződtetésével: az LG Electronics például vietnámi televíziós csatornák számára ingyen szolgáltatott koreai sorozatokat, és még a szinkronizálás költségeit is állta.
Dél-Korea a világ popexportőrei között előkelő helyet foglal el, 2009-ben 31 millió dolláros bevételt hozott a gazdaságnak a popelőadók exportja. A koreai színészek a hollywoodi színészek után a legjobban fizetettek, egy-egy híresebb színész évente akár 10 millió dollárt is keres, de akad olyan színész is, aki filmenként kap 5 millió dollárt. A koreai hullám a könyvkiadásra is hatással volt, főképp a japán és kínai nyelven megjelenő koreai művek esetében. 2015 óta a Netflix több százmillió dolláros befektetéssel támogatja a koreai nyelvű tartalmakat a platformján. Saját sorozatokat illetve filmeket is gyártanak, illetve koreai filmstúdiók tartalmait támogatják anyagilag, valamint streamingjogot vásárolnak más tartalmakhoz. A streamingnek köszönhetően a koreai nyelvű filmek és sorozatok még több nézőhöz jutnak el világszerte.
Ázsia mellett az USA és több európai ország is a koreai hullám hatása alá került. A KOTRA (Koreai Kereskedelmet és Befektetést Elősegítő Ügynökség) 94 régióban végzett felmérése szerint hat olyan ország van, köztük a Fülöp-szigetek és Üzbegisztán, ahol a koreai hullám növekedő stádiumban van, vagyis nagy népszerűségnek örvend, a termékeladhatóság szempontjából azonban még csupán kezdeti szakaszban van. 23 országban, köztük Németországban és az Egyesült Királyságban a hullám elismerési szakaszban jár, ami fokozatos fel- és elismerést jelent. Indiában és Srí Lankán a kezdeti szakaszban tart a hullám, ami azt jelenti, hogy egyelőre csak kis közösségek ismerik. A felmérés szerint a kezdeti stádiumban lévő országokban a K-pop-előadók közül a fiúegyüttesek a népszerűek, míg a már régebb óta hatás alatt lévő országokban (például Japán vagy Kína) a lányegyüttesek számítanak „trendinek”. A koreai hullám közönsége is változóban van, indulásakor főképp a középkorosztályt ragadta meg (a sorozatokon keresztül), újabban azonban inkább a fiatalok érdeklődnek iránta.
2012-ben PSY Gangnam Style című dala világszerte hisztériát okozott és néhány hét leforgása alatt Guinness-rekorder lett, mint a YouTube történelmének legkedveltebb videója, több mint kétmillióan nyomták meg akkor rajta a tetszik gombot. A dal 31 országban vezette a letöltőlistákat, novemberben pedig minden idők legnézettebb videója lett a YouTube-on. A Gangnam-őrület a dél-koreai Külügyminisztérium szerint fontos és hasznos az ország imidzsének alakítása szempontjából, a koreai hullám részeként számos koreai cégnek jelent marketinglehetőséget.
A Korea Foundation szerint 2018-ban körülbelül 89 millió rajongója volt a koreai hullámnak világszerte, a legtöbben, 70,5 millióan Ázsiában, 11,8 millióan Amerikában és mintegy 6,57 millióan Európában. 2017-tel összehasonlítva 22%-kal nőtt a rajongó száma, amelyet a Korea Foundation nagyrészt a BTS együttes 2018-as sikereinek könyvel el. A 2020-ban megismételt felmérés szerint a rajongók száma összesen százmillióra nőtt, Amerikában pedig mintegy 30%-kal ugrott meg az előző évhez képest, 15 millió főre tehető itt a koreai kultúra iránt érdeklődők száma. 2022-re a koreai kultúra rajongóinak száma világszerte elérte a 178 milliót, és továbbra is Ázsia bizonyult a legnagyobb fogyasztónak. A felmérés azt találta, hogy a tartalmak közül a koreai webtoonokat fogyasztják leginkább, a koreai sorozatok és a koreai szépségápolási termékek is csak ezután következnek.

### Ázsia

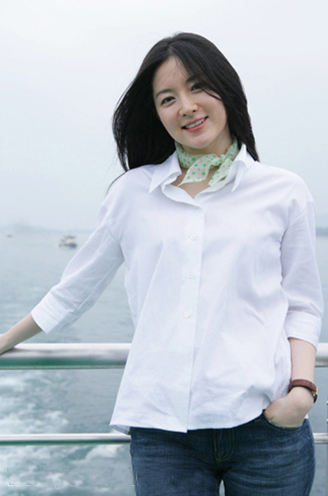
I Jonge, A palota ékköve főszereplője Hongkongban az év asszonya címet is elnyerte

A koreai hullám egyik legnagyobb fogyasztója Japán. A japán piac meghódítását 2003-ban a Winter Sonata című sorozatnak sikerült elérnie, jelentősen javította a japánokban Dél-Koreáról kialakult képet, és hatással volt a turizmusra, valamint Ázsia-szerte divattrendet teremtett. A sorozat összesen 27 milliárd dollárt jövedelmezett a hatására kialakult koreai-japán turizmus bevételeit is beszámítva. A sorozat bemutatása után a forgatási helyszínül szolgáló Namiszom-sziget látogatóinak száma 250 ezerről 650 ezerre emelkedett. Azóta a szigeten több sorozatot is forgattak, ennek köszönhetően 2011-ben már 2,3 millió turista látogatott el ide, 20%-uk külföldi volt. Japán a K-pop tekintetében is vezető fogyasztó, a koreai popénekesek és együttesek rendre meghódítják a japán slágerlistákat, kiszorítva a helyi előadókat.
Kínában a koreai televíziós sorozatok uralják a külföldi programokat, több koreai sorozatot vetítenek, mint akár amerikait vagy japánt. Hongkongban a TVB televízió külön csatornát hozott létre TVB–J2 néven, amely csak koreai programokat sugároz, és a helyi ATV csatorna is a hét öt napján főműsoridőben vetít koreai sorozatokat. Hongkongban a koreai doramák népszerűsége A palota ékkövével kezdődött, amelyet a tévénézők fele követett rendszeresen.
Szingapúr, Indonézia és a Fülöp-szigetek is a koreai hullám hatása alá került, de például Üzbegisztánban is nagyon elterjedt, 2009-ben és 2010-ben összesen 20 koreai sorozatot vetítettek itt a helyi adók. Thaiföldi producerek Koreába utazva próbálják ellesni a jó sorozatok készítésének titkait, a thai fiatalok előszeretettel követik a koreai divatot, a helyi televízióadók pedig átlagosan napi 100 percnyi koreai doramát vetítenek. A hallyunak köszönhetően a Dél-Koreába látogató thai turisták száma megkétszereződött.
Ázsiában a koreai hullámnak nem csak kulturális és gazdasági hatásai vannak, a jelenség politikai befolyással is bír. Dél-Korea a puha hatalom eszközeként tekint a szórakoztatóiparára, amely segít az országnak pozitívan befolyásolni a régióban róla kialakult képet. A szingapúri Asia Research Institute tanulmánya szerint a hallyu is felelős a dél-koreai külkapcsolatok javulásáért, például Vietnámmal, ahol a vietnámi háború miatt voltak ellenérzések a koreaiakkal szemben, illetve Tajvannal, akik a pekingi kapcsolatok miatt nehezteltek az országra. Észak-Koreába a hallyu-termékek csempészett CD-ken és DVD-ken jutnak át, ami miatt az észak-koreai határőrség fokozottan ellenőrzi a határokat. No Muhjon egykori dél-koreai államfő azon a véleményen volt, hogy a hallyu segítheti Észak- és Dél-Korea egyesítését.
Az észak-koreai The DailyNK szerint az észak-koreaiak szinte minden generációján elhatalmasodott a dél-koreai termékek okozta láz, a fiatalok közül sokan „úgy érzik, szűk farmert és magassarkú cipőt kell viselniük, akkor is, amikor a napi szükségleti cikkekhez is nehéz hozzájutni.” Az újság szerint a kormány minden megszorító intézkedése ellenére az észak-koreaiak megtalálják a módját, hogy hozzájussanak a dél-koreai sorozatokhoz és popzenéhez. A dél-koreai divat hatással van Észak-Koreára is, illetve a nyelvre is, egyre több divatos dél-koreai szó kerül át a popzenének és a sorozatoknak köszönhetően. A CD-k és DVD-k mellett egyre népszerűbb a pendrive is, amelyet a The DailyNK szerint nehezebben találnak meg házkutatáskor a rendőrök.

### Európa és a Közel-Kelet

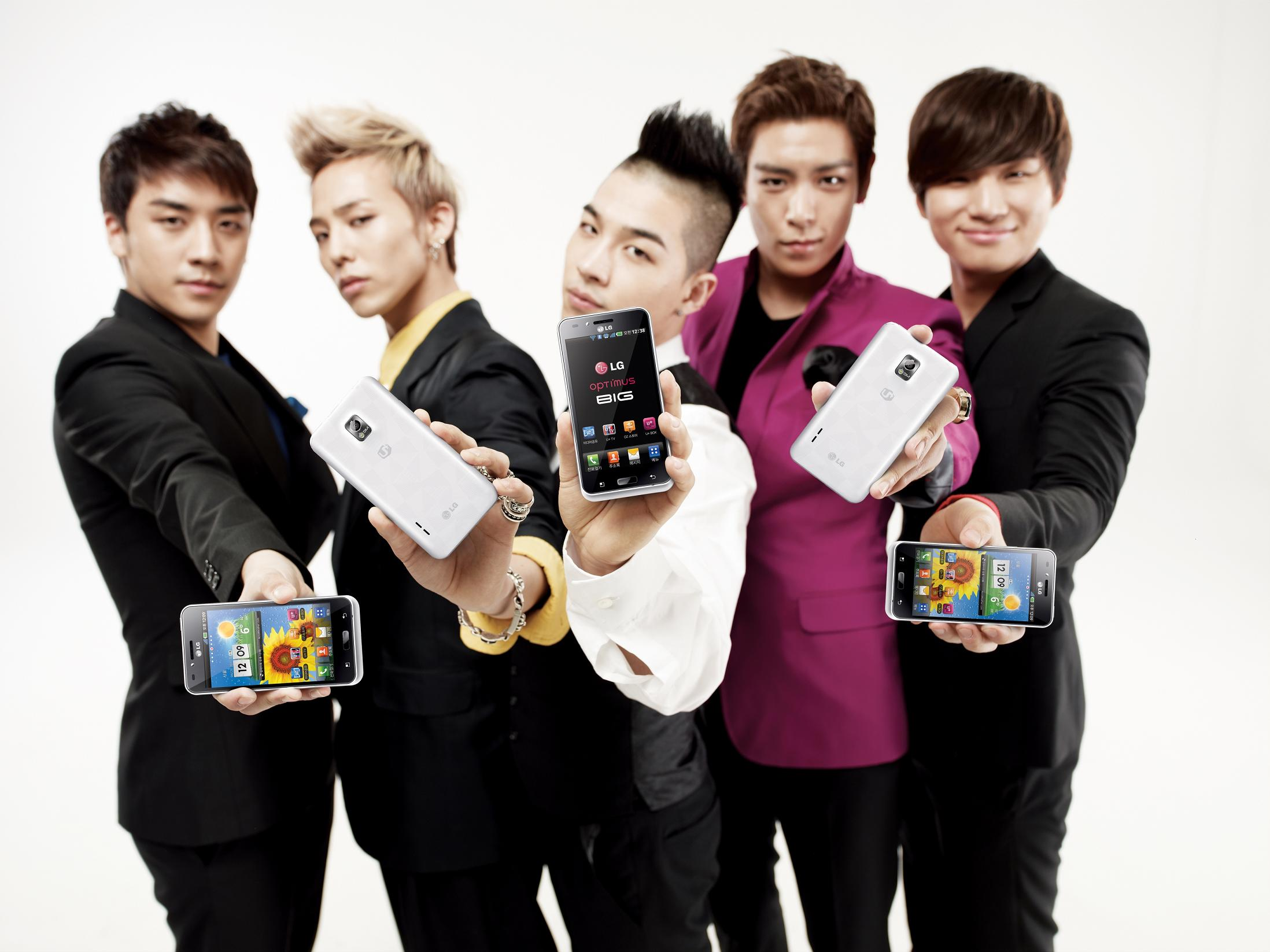
A Big Bang meglepetést okozott az európai Music Television-díjkiosztón

Párizsban 14 ezer fős telt házas koncertet adtak koreai előadók. 2011-ben a SHINee volt az első dél-koreai együttes, amely koncertet adott Londonban. A Big Bang együttes ugyanebben az évben nem várt meglepetést okozott, amikor elnyerte az MTV Europe Music Awards legjobb nemzetközi előadó díját. Rajongói jóvoltából a Big Bang Britney Spearst győzte le a versenyben 58 millió szavazatot gyűjtve. A koreai popzene növekvő európai népszerűségét mutatja az is, hogy a legnagyobb, K-poppal foglalkozó angol nyelvű internetes portál, az Allkpop európai olvasóinak száma négy év alatt 1%-ról 25%-ra nőtt. Az iTunes 2010-ben az európai vásárlók számára is elérhetővé tette a K-pop-előadók dalait. A koreai előadók (főképpen a 2NE1, a Beast, a 2PM, az MBLAQ, a Big Bang és a Super Junior-M) rendszeresen előkelő helyet foglaltak el a németországi VIVA zenei csatorna slágerlistáján, előfordult, hogy az első három helyet is koreai előadó szerezte meg egyazon héten.
A koreai hullám Magyarországon is jelen van, a Magyar Televízió több koreai kosztümös sorozatot is vetített (például A palota ékköve), és olyan magyar popelőadók is vannak, akikre bevallottan hatással volt a K-pop műfaja. A BTS együttes több alkalommal is vezette a MAHASZ slágerlistáit, de a Blackpinknek is sikerült már első helyet szereznie magyar slágerlistán.
A Közel-Keleten az egyiptomi Nilesat televízió Korea TV néven kezdett el koreai programokat sugározni, a szolgáltatás a Közel-Kelet és Afrika területén 32 országban, mintegy 330 millió néző számára érhető el.
2023-ra Európa lett a koreai hullám leggyorsabban növekvő piaca. A Korea Foundation adatai szerint mintegy 13,2 millió koreaikultúra-rajongó volt 2022-ben Európában, ami a megelőző évhez képest 37%-os növekedés.

### Amerika

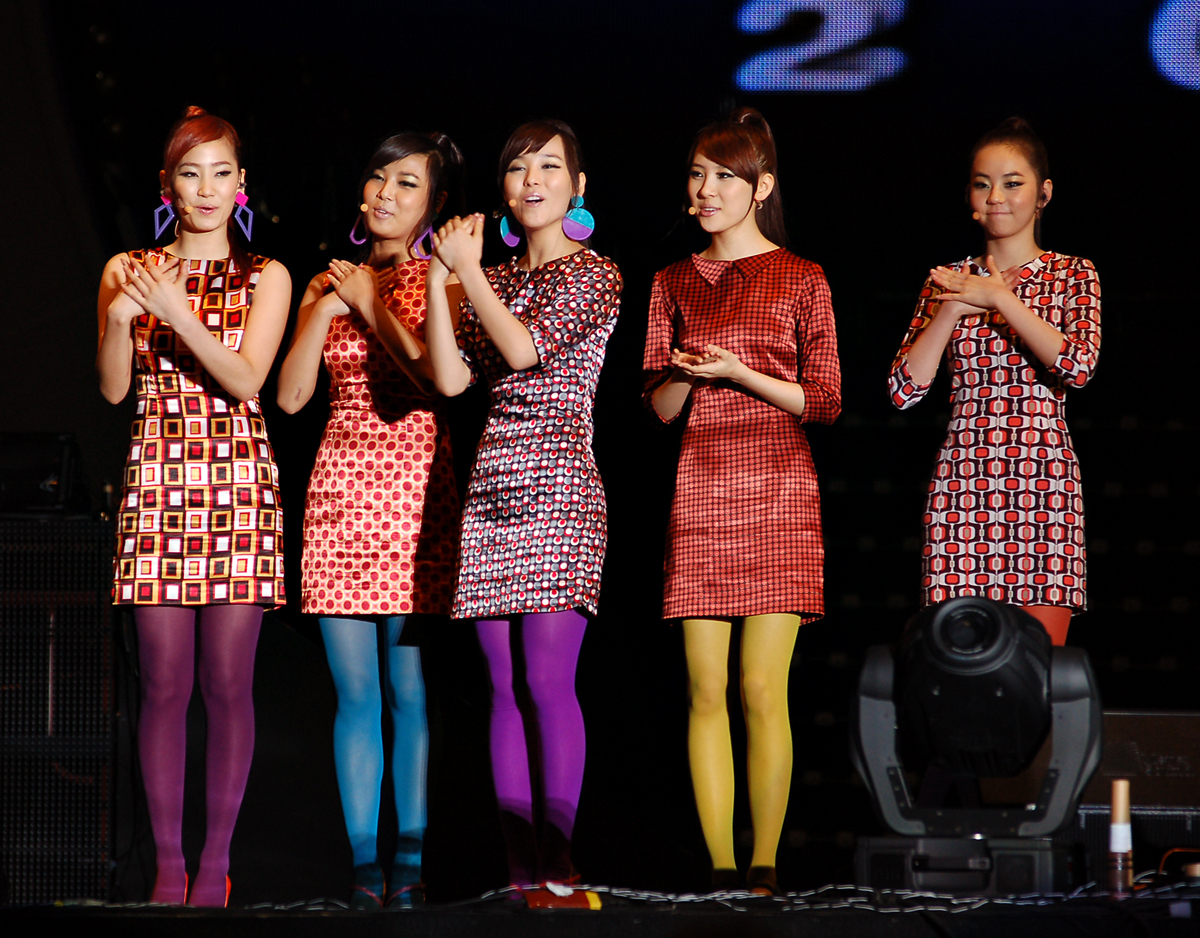
A Wonder Girls az első koreai együttes, amelynek sikerült felkerülnie az amerikai Billboard Hot 100-as listára

A koreai hullám hatását mutatja, hogy több amerikai előadó is dolgozik, illetve turnézik közösen koreai popsztárokkal (például Kanye West vagy a Jonas Brothers), 2009-ben Lady Gaga például a Big Bang és a 2NE1 zenei producerével, Teddy Parkkal szeretett volna együttműködni, ez azonban a producer elfoglaltsága miatt nem jöhetett létre. A Billboard 2011 augusztusában elindította a saját K-pop-toplistáját, de a YouTube is külön műfajként kezeli a K-popot, és külön K-pop-csatorna indítását is tervezik. A koreai hullám harmadik helyen szerepel a CNN „12 ok, hogy meglátogassuk Koreát 2012-ben” listáján. New Yorkban 40 ezer fős koncertet adtak koreai popsztárok egy fesztiválon. A népszerű énekes-színész Rain a rajongóinak köszönhetően a Time magazin választásán a világ legbefolyásosabb embere címet is elnyerte. 2009-ben ugyancsak Rain lett az első koreai színész, aki főszerepet kapott a Nindzsagyilkos c. hollywoodi filmben. Ugyanebben az évben a Wonder Girls lett az első koreai együttes, amelynek sikerült felkerülnie a Billboard Hot 100-as listára. 2017-ben a BTS elnyerte a Billboard Music Awards Top Social Artist díját, koreai előadóként először.
Az USA-ban a koreai sorozatokat főképp online és DVD-n nézik, bár léteznek kifejezetten ázsiai műsorokra specializálódott televíziócsatornák is. Az amerikai online televíziós programokat közvetítő honlapok között megjelentek kifejezetten ázsiai tartalomra specializálódott weboldalak, például a DramaFever vagy a Crunchyroll, de a jórészt amerikai televíziós programokat szolgáltató Hulu is elkezdett koreai drámákat sugározni. Egy felmérés alapján a koreai sorozatokat néző amerikaiak 95%-a nem koreai származású. A nézők körülbelül egyenlő arányban nők és férfiak.

## Kritika
A koreai hullám nem egyéb, mint tőke által alakított játék a popsztárokkal.

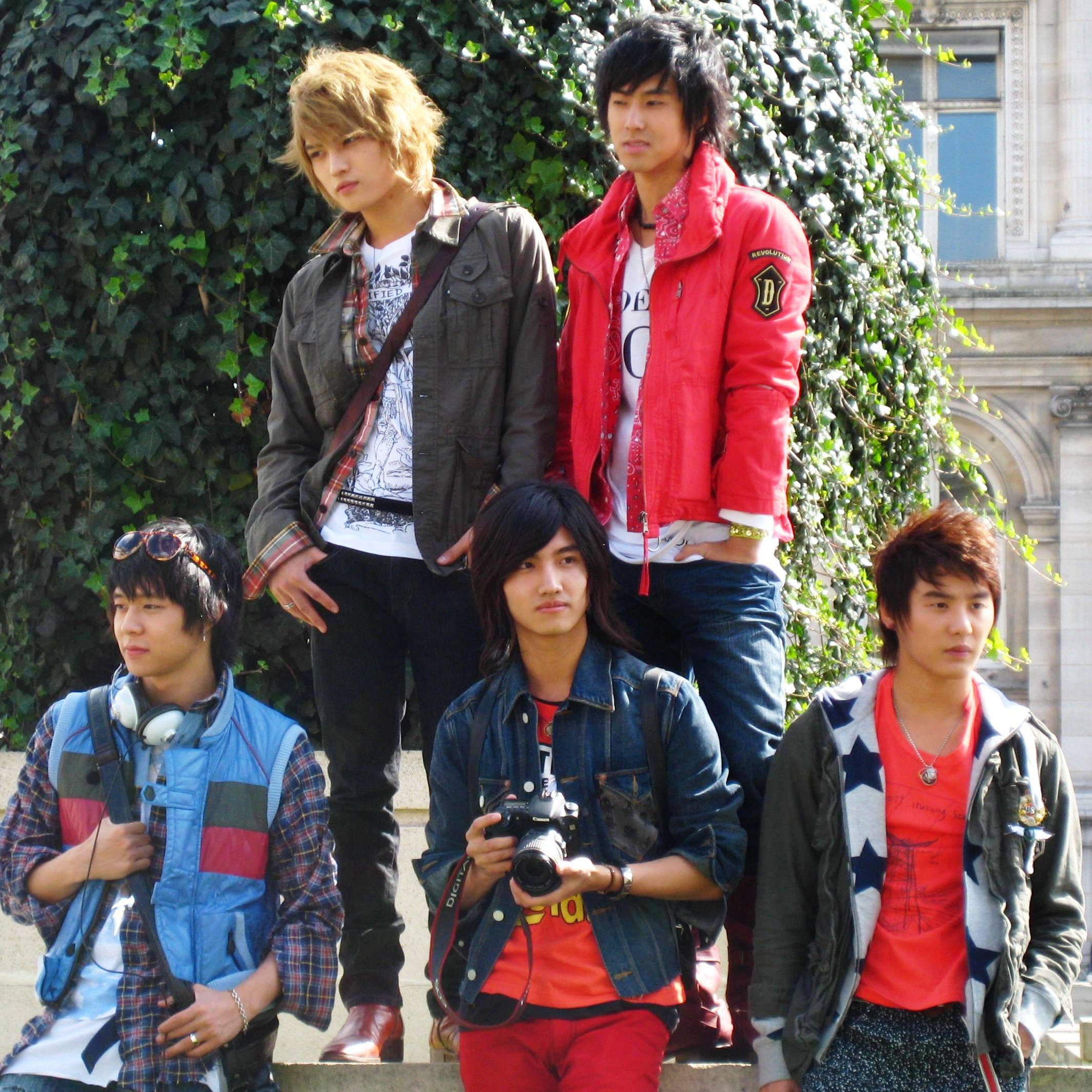
A TVXQ együttes bírósági pert indított a menedzsmentje ellen az igazságtalannak tartott, 13 évre szóló szerződésük miatt. A koreai popipart erős kritika éri az előadókkal való bánásmód miatt.

A koreai hullámot kialakulása óta számos kritika éri. Egyes elemzők szerint a jelenség átmeneti és lassul, illetve nem több mint egy „buborék”. A koreai sorozatok népszerűségének egyik okaként felsorolt konfuciusi értékrend és családközpontúság ellenére Vietnámban például több szülő is a koreai doramák betiltását követelte szexuális tartalom és erőszak bemutatása miatt. Ugyancsak kritika érte azt az állítást, miszerint a koreai sorozatok a koreai társadalom valóságát mutatják be, az ábrázolt idilli családképpel ellentétben ugyanis 2005-ben például a régióban Dél-Koreában volt a legmagasabb a válások száma.
Egy koreai dokumentumfilmes szerint a koreai szórakoztatóipar nem a magas kultúra, hanem a tömegkultúra képviselője. Egy másik kritikus megkérdőjelezi a produkciók eredetiségét és „koreaiságát”, szerinte a koreai szórakoztatóipar semmiféle újdonsággal nem szolgál, gyakorlatilag az amerikai és a japán mintákat másolja mind a zene, mind a televíziózás terén. Másik gyakori kritika, hogy a koreai hullám nem más, mint kereskedelmi árucikk, a kapitalizmus végterméke, amely lehetőséget teremt a koreai cégeknek a külföldi piacok meghódítására. A jelenség jövője miatt aggódó vállalatok a hallyu állami támogatását szorgalmazták, ami meg is valósult, mivel a koreai kormány az ország globális versenyképességének kulcsát látja a hallyu-termékekben. I Dongjun kritikus szerint a hallyu-termékek nem tudnak maradandót alkotni, és ugyancsak kritizálta a jelenség állami támogatását: „Koreán kívül egyetlen más állam sem tartott vészhelyzeti gyűlést és küldött bürokratákat egy másik országba, hogy elősegítse a szórakoztatóipara betelepítését.” Von Jongdzsin kultúrakutató egyik írásában szarkasztikusan jegyezte meg, hogy a koreai hullám egyetlen aspektusra épül: „Gyűjtsünk össze mindent, amit el lehet adni!” – ahelyett, hogy a jelenséget az ázsiai régió kulturális egyesítésére, a kultúrák közötti kommunikáció elősegítésére használnák fel. A BBC kritizálta a koreai popipar működését is, kijelentve, hogy a menedzsmentként is működő kiadók exkluzív, hosszútávú „rabszolgaszerződések” keretében dolgoztatják a sokszor tinédzserkorú popsztárokat, akiket gyakran meg sem fizetnek rendesen. Az előadók érdekvédelmi szervezete szerint a helyzet „nem tartható fenn sokáig”.
Japánban hallyu-ellenes mozgalom indult, Hating the Korean Wave címmel bestseller manga is megjelent, 2011 augusztusában pedig mintegy ötszázan tiltakoztak a Fuji TV székháza előtt a koreai sorozatok dominanciája miatt.

## Ajánlott irodalom
- szerk.: The Korea Herald: The Korean Wave (angol nyelven). Jimoondang (2008). ISBN 8988095847
- Iwabuchi, Koichi. East Asian pop culture: analysing the Korean wave (angol nyelven). Hong Kong University Press (2008). ISBN 9622098924